# Серменьо, Антонио
Анто́нио Серме́ньо (исп. Antonio Cermeño; 1969—2014) — венесуэльский боксёр, выступал на профессиональном уровне в период 1990—2006 годов. Владел титулом чемпиона мира по версии Всемирной боксёрской ассоциации во второй легчайшей и полулёгкой весовых категориях.

## Биография
Родился с именем Антонио Хосе Верду Сермак 6 марта 1969 года в городке Рио-Чико, штат Миранда.
На профессиональном ринге дебютировал в сентябре 1990 года, первого своего соперника американца Хосе Анхеля Медину, известного по бою с Хулио Сесаром Чавесом, победил техническим нокаутом уже во втором раунде. В течение последующих пяти лет провёл множество удачных поединков, потерпев лишь одно единственное поражение. Поднявшись в рейтингах, в 1995 году получил возможность побороться за титул чемпиона мира во втором легчайшем весе по версии Всемирной боксёрской ассоциации. Действующий многолетний чемпион Вильфредо Васкес из Пуэрто-Рико уже десять раз защитил свой чемпионский пояс, однако Серменьо всё же смог победить его единогласным решением судей и стал новым чемпионом.
Выигранный чемпионский титул Серменьо защитил семь раз, так никому и не уступив его — в 1997 году он принял решение подняться в полулёгкую весовую категорию, и титул таким образом стал вакантным. В апреле 1998 года он оспорил вакантный титул чемпиона мира ВБА в этом весе, но по очкам уступил американцу Фредди Норвуду. Позже этот титул вновь сделали вакантным, и на сей раз Серменьо сумел заполучить его, нокаутировав в четвёртом раунде другого претендента Хенаро Риоса. Это чемпионское звание он успел защитить только один раз, после чего во время второй защиты в мае 1999 году уступил его Норвуду, проиграв раздельным судейским решением.
Впоследствии Антонио Серменьо продолжал выходить на ринг ещё в течение семи лет, завоевал несколько второстепенных титулов ВБА, временных и региональных, однако вернуть себе звание чемпиона мира больше не смог. Последний раз дрался в официальном бою в сентябре 2006 года, во втором полулёгком весе проиграл представителю Никарагуа Сантосу Бенавидесу досрочно в четвёртом раунде, после чего объявил о завершении спортивной карьеры. Всего за шестнадцать лет провёл на профессиональном уровне 52 боя, из них 45 окончил победой (в том числе 31 досрочно), 7 раз терпел поражение.
Серменьо несколько раз становился фигурантом уголовных дел. Ещё во время боксёрской карьеры в 2003 году его арестовали по обвинению в незаконной валютной операции на сумму в 15 тысяч американских долларов — он своей вины не признал и в итоге был оправдан. Трижды арестовывался за нанесение тяжких телесных повреждений, подозревался в похищении одного арабского предпринимателя, однако потерпевший не явился на заседание суда, в результате чего вновь был вынесен оправдательный приговор. Ранее в 2000 участвовал в нескольких перестрелках в различных ночных клубах штата Миранда, рассматривался как соучастник убийства человека в ночном клубе Mercury 55.
24 февраля 2014 года на выходе из магазина в Каракасе вместе с женой Марией Каролиной Салас и ещё несколькими людьми был похищен неизвестными преступниками. В течение суток находился в фургоне, затем, когда преступники остановились у придорожной заправки, его жене и остальным похищенным удалось сбежать. Сам же Серменьо остался в руках похитителей, а 25 февраля его тело было обнаружено в кустах на шоссе в 78 километрах от Каракаса. Смерть наступила в результате множественных пулевых ранений.